# Yopi
Yopi är en ort i Mexiko.   Den ligger i kommunen Chignautla och delstaten Puebla, i den sydöstra delen av landet, 190 km öster om huvudstaden Mexico City. Yopi ligger 1 920 meter över havet och antalet invånare är 1 045.
Terrängen runt Yopi är lite bergig. Runt Yopi är det ganska tätbefolkat, med 179 invånare per kvadratkilometer. Närmaste större samhälle är Teziutlan, 2,4 km öster om Yopi. I omgivningarna runt Yopi växer huvudsakligen savannskog.